# Shin Yun-bok
Shin Yoon-Book (pseudonimul Hye-Won) (n. 1758, Dinastia Joseon – d. secolul al XIX-lea, Dinastia Joseon) este prima femeie pictor din Joseon care a pictat portete regale. Este fiica pictorului Seo Jing, (discipolul Marelui Pictor Kang Su-Hang ), eleva la Dohwaseo sub identitate masculină și ajunge sa devină pictor regal. Împreună cu maestrul său, Kim Hong-do (Danwon), Yoon-Book reușește să îl ajute pe Regele Jeongjo de Joseon să repare imaginea tatălui acestuia, prințul moștenitor ucis Sado, reclădindu-i portretul pictat de Kang Su-Hang, să elimine corupția din regat, dar și să elucideze misterul morții tatălui său și al Marelui Pictor. Shin Yoon-Book si Kim Hong-do au pictat împreună și portretul regal al lui Jeongjo de Joseon.